# Sacred Blade
Sacred Blade ist eine kanadische Progressive-Metal-Band aus Vancouver, die im Jahr 1981 gegründet wurde und sich 2003/2004 in Othyrworld umbenannte.

## Geschichte
Die Band wurde im Jahr 1981 vom Gitarristen und Sänger Jeff Ulmer gegründet. Kurz darauf kamen Schlagzeuger Paul Davis und Bassist Tony Moser zur Besetzung, woraufhin die ersten beiden Demos folgten. Das erste Demo wurde im Herbst 1982 aufgenommen, während das zweite im Januar des Folgejahres aufgenommen wurde. Im Sommer 1983 kam Bassist James Channing als neues Mitglied zur Band. Kurz darauf wurde Brian Slagel, Eigentümer von Metal Blade Records, auf die Gruppe aufmerksam, sodass die Band auf der Kompilation Metal Massacre IV, die im Herbst 1983 erschien, mit dem Lied The Alien enthalten war. Für das Lied wurden neue Spuren für die E-Gitarre und den Bass eingespielt. Nachdem die Gruppe einen Vertrag bei Roadrunner Records erreicht hatte, nahm sie im Herbst 1984 ihr Debütalbum auf. Zudem hielt die Band Auftritte zusammen mit Raven, Exciter und Exodus. Zudem ersetzte spielte sie als Ersatz in Seattle für Metallica im Sommer 1986. Das Debütalbum erschien im selben Jahr unter dem Namen Of the Sun + Moon über Black Dragon Records. Im Frühling 1987 kam Ted Zawadzki als neuer Schlagzeuger zur Band, woraufhin die Band als Vorgruppe für Saxon spielte. Im Jahr 1988 verhandelte die Band mit Epic Records über einen Plattenvertrag. Die Gruppe begann die Arbeiten zum zweiten Album, das den Titel Seven Moonz of Xerces tragen sollte, ehe sie sich im Herbst 1989 ins Studio begab. Durch technische Probleme erstreckten sich die Aufnahmen über sechs Monate. Es folgte die Veröffentlichung eines Demo, das bei diesen Aufnahmen entstand. Danach wurden die Aufnahmen in Ulmers Studio fortgesetzt. Im Jahr 1996 begann Ulmer damit, das Debütalbum neu zu mastern, sodass es nach einiger Verzögerung 1999 wiederveröffentlicht wurde.
Im Jahr 2003/2004 änderte die Band ihren Namen in Othyrworld und veröffentlichte das Album Beyond Into the Night of Day im Jahr 2005. Im März 2013 verstarb Jeff Ulmer an einem Schlaganfall.

## Stil
Die Band spielte progressiven Heavy Metal, der an Gruppen wie Crimson Glory und Judas Priest erinnert. Vor allem das Spiel der E-Gitarren von Jeff Ulmer und Will Rascan stechen auf dem Album Of the Sun + Moon hervor. Die ersten beiden Demos basieren auf der von Ulmer verfassten Science-Fiction-Erzählung The Seven Moons of Xerces.

## Diskografie
als Sacred Blade
- 1982: 82 Demo (Demo, Eigenveröffentlichung)
- 1983: Demo II (Demo, Eigenveröffentlichung)
- 1985: 85 Demo (Demo, Eigenveröffentlichung)
- 1986: Of the Sun + Moon (Album, Black Dragon Records)
- 1987: 87 Demo (Demo, Eigenveröffentlichung)
- 1988: Seven Moonz of Xercez (Demo, Eigenveröffentlichung)
- 1990: Advance Mix 1990 (Demo, Eigenveröffentlichung)

als Othyworld
- 2005: Beyond Into the Night of Day (Album, Eigenveröffentlichung)